# طومي غالاغير
طومي غالاغير (بالإنجليزية: Tommy Gallagher) هو سياسي بريطاني، ولد في 17 أغسطس 1942 في جمهورية أيرلندا. حزبياً، نشط في الحزب الاشتراكي العمالي. في انتخابات الجمعية التشريعية لأيرلندا الشمالية، 1998 ‏، انتخب عضو الجمعية التشريعية الأولى لأيرلندا الشمالية عن دائرة فيرماناغ وتيرون الجنوبية ‏ وقد انضم خلال فترته النيابية ‏ (25 يونيو 1998 – 28 أبريل 2003) للكتلة البرلمانية الحزب الاشتراكي العمالي وفي انتخابات الجمعية التشريعية لأيرلندا الشمالية، 2003 ‏، انتخب عضو الجمعية التشريعية الثانية لأيرلندا الشمالية عن دائرة فيرماناغ وتيرون الجنوبية ‏ وقد انضم خلال فترته النيابية ‏ (26 نوفمبر 2003 – 30 يناير 2007) للكتلة البرلمانية الحزب الاشتراكي العمالي وفي انتخابات الجمعية التشريعية لأيرلندا الشمالية، 2007 ‏، انتخب عضو الجمعية التشريعية الثالثة لأيرلندا الشمالية عن دائرة فيرماناغ وتيرون الجنوبية ‏ وقد انضم خلال فترته النيابية ‏ (9 مارس 2007 – 24 مارس 2011) للكتلة البرلمانية الحزب الاشتراكي العمالي.